# 2012 (If the World Would End)
Singles de Mike Candys
Children 2012
(2012) Sunshine (Fly So High)
(2012)
Singles par Patrick Miller
One Night in Ibiza
(2011)
Singles par Evelyn
Around the World
(2011) Dirty Night
(2012)
2012 (If the World Would End) est une chanson du DJ et compositeur suisse Mike Candys sortie en avril 2012, en collaboration avec la chanteuse suisse Evelyn et le rappeur suisse Patrick Miller. 5e single extrait de l'album studio Smile version deluxe 2012, la chanson a été écrite par Michael Kull, Evelyn Zangger
Patrick Miller et produite par Mike Candys. Sortie sous le label de musique électronique Kontor Records, 2012 (If the World Would End) est un des plus grands succès commerciaux de Mike Candys. Le single se classe en haut du hit-parade dans les pays germanophones, se classant 3e en Suisse, en Allemagne et 2e en Autriche.

## Clip vidéo
Le clip vidéo est en ligne depuis le 16 mars 2012 sur le site de partage vidéo YouTube publiée par le label Kontor. D'une durée de 2 minutes et 59 secondes, la vidéo a été visionnée plus de 5 millions de fois, Mike Candys montre pour la première fois son visage. On y voit le DJ animant une fête dans un immeuble inhabité.

## Classement par pays
| Classement (2012)            | Meilleure position |
| ---------------------------- | ------------------ |
| Allemagne (Media Control AG) | 3                  |
| Autriche (Ö3 Austria Top 40) | 2                  |
| France (SNEP)                | 104                |
| France (Club 40)             | 21                 |
| France (Airplay)             | 48                 |
| Suisse (Schweizer Hitparade) | 3                  |

### Certifications
| Pays   | Organisme | Certification | Vente  |
| ------ | --------- | ------------- | ------ |
| Suisse | IFPI      | Platine       | 30 000 |